# Kurent
 (octobre 2024).
Kurent, parfois également appelé Korant en fonction des prononciations, est une célèbre créature du folklore de Slovénie, et est représenté sous la forme d'un violoniste miraculeux dans la mythologie slave.

## Histoire
La première mention de Kurent se retrouve dans les écrits de Janez Trdina qui est un historien slovène, et principalement dans un recueil des légendes du duché de Carniole qui est un pays historique de Slovénie faisant partie de l'Autriche-Hongrie et est actuellement séparé entre l'Italie et la Slovénie. Il a recueilli les histoires autour de Kurent dans la ville de Mengeš.

## Symbolique
Il est aussi le dieu slave/slovène de la joie et peut-être même de la sexualité. Au fil du temps le Kurent fut oublié en tant que dieu du fait de la conversion au christianisme des populations slaves, mais il est resté dans le folklore local comme étant un « esprit » qui hante l'hiver à l'heure du Carême. Aujourd'hui, les plus célèbres représentation de ce folklore sont les kurents qui sont des masques de carnaval porté lors des célébrations de cette fête à Ptujsko polje,.,. 